# 關西八景 (朝鮮)
關西八景是朝鮮關西地方八個郡的名勝。朝鮮的關西，位於現今朝鲜民主主义人民共和国的西北部，即當時的平安道地界。這八景分別如下：
- 平壤的練光亭（평양의 련광정）
- 成川郡的降仙樓（성천의 강선루）
- 安州郡的百祥樓（안주의 백상루）
- 寧邊郡的藥山東臺（녕변의 약산동대）
- 宣川郡的東林瀑布（선천의 동림폭포）
- 義州郡的統軍亭（의주의 통군정）
- 江界郡的仁風樓（강계의 인풍루）
- 滿浦郡的洗劍亭（만포의 세검정）

## 外部連結
- 大英百科全書韓語網上試用版（韓語）